# Мартинес, Гонсало Николас
Гонсало Николас «Пити» Мартинес (исп. Gonzalo Nicolás Martínez; род. 13 июня 1993, Гуаймальен, Мендоса, Аргентина) — аргентинский футболист, опорный полузащитник клуба «Ривер Плейт» и сборной Аргентины. Лучший футболист Аргентины и Южной Америки 2018 года.

## Биография
Мартинес — воспитанник клуба «Уракан». 10 сентября 2011 года в матче против «Альмиранте Браун» он дебютировал в Примере B. 18 сентября 2013 года в поединке против «Институто» Гонсало забил свой первый гол за «Уракан». В 2014 году он помог команде выиграть Кубок Аргентины.
В начале 2015 года Мартинес перешёл в «Ривер Плейт». Сумма трансфера составила €4 млн. 16 февраля в матче против «Атлетико Сармьенто» он дебютировал в аргентинской Примере. В марте в поединке против «Арсенала» из Саранди Гонсало забил свой первый гол за «Ривер». В том же году он помог команде выиграть Кубок Либертадорес.
В январе 2019 года Мартинес перешёл в клуб MLS «Атланта Юнайтед», подписав контракт по правилу назначенного игрока. По сведениям прессы стоимость трансфера составила $14 млн, что стало второй самой дорогой покупкой в истории главной лиги США. За «Атланту Юнайтед» он дебютировал 21 февраля в первом матче 1/8 финала Лиги чемпионов КОНКАКАФ 2019 против коста-риканского «Эредиано». 12 мая в матче против «Орландо Сити» он забил свой первый гол в MLS. Пити помог «Атланте Юнайтед» выиграть Открытый кубок США 2019, забив победный гол в финале против «Миннесоты Юнайтед».
7 сентября 2020 года Мартинес перешёл в клуб чемпионата Саудовской Аравии «Аль-Наср». По сведениям The Athletic сумма трансфера составила $18 млн. За саудовский клуб он дебютировал 15 сентября в матче группового этапа Лиги чемпионов АФК 2020 против иранского «Сепахана», отметившись голевой передачей. Свой первый гол за «Аль-Наср» он забил 30 сентября в четвертьфинале Лиги чемпионов против «Аль-Ахли Сауди».

## Международная карьера
8 сентября 2018 году в товарищеском матче против сборной Гватемалы Мартинес дебютировал за сборную Аргентины. В этом же поединке он забил свой первый гол за национальную команду.

### Голы за сборную Аргентины
| #   | Дата            | Место                                                 | Противник | Счёт | Результат | Соревнование      |
| --- | --------------- | ----------------------------------------------------- | --------- | ---- | --------- | ----------------- |
| 01. | 8 сентября 2018 | Мемориальный колизей Лос-Анджелеса, Лос-Анджелес, США | Гватемала | 1:0  | 3:0       | Товарищеский матч |

## Достижения
Командные
 «Уракан»
- Обладатель Кубка Аргентины (1): 2013/14

 «Ривер Плейт»
- Обладатель Суперкубка Аргентины (1): 2015, 2018
- Обладатель Рекопы Южной Америки (2): 2015, 2016
- Обладатель Кубка Либертадорес (2): 2015, 2018
- Обладатель Евроамериканского суперкубка (1): 2015

 «Атланта Юнайтед»
- Обладатель Открытого кубка США (1): 2019

Личные
- Футболист года в Аргентине: 2018
- Футболист года в Южной Америке: 2018
- Участник Матча всех звёзд MLS: 2019